# Miriam Blascová
Miriam Guadalupe Blasco-Soto, (*12. prosinec 1963 Valladolid, Španělsko) je bývalá reprezentantka Španělska v judu. Je majitelkou zlaté olympijské medaile.

## Sportovní kariéra

### Úspěchy
- olympijská zlatá medaile z roku 1992
- mistryně světa a Evropy z roku 1991

### Zajímavosti
- styl: fyzický
- úchop: pravý

Pochází ze sportovní rodiny. Otec byl profesorem tělesné výchovy a matka prodávala v obchodě se sportovními potřebami. Má 9 bratrů. Na začátku 80. let se přestěhovala za přítelem z rodného Valladolidu do Alicante. V místním sportovním centru trénovala ve volném čase judo. Impuls věnovat se judu vrcholově přišel až s trenérem Cardellem, který ji připravil na mistrovství Evropy v Pamploně v roce 1988. Před domácím publikem získala stříbrnou medaili a nastartovala tak ve svých 24 letech úspěšnou sportovní kariéru.
V roce 1991 získala před domácím publikem titul mistryně světa a v roce 1992 patřila k hlavním favoritkám na zlatou medaili na olympijských hrách v Barceloně. Měsíc před hrami v červenci dostala těžkou ránu smrtí svého trenéra Cardella (zemřel při autonehodě). Na olympijský turnaj se však dokázala koncentrovat a za ohromné podpory domácího publika vybojovala zlatou olympijskou medaili.
Po olympijských hrách v Barceloně byla nucena změnit trenéra a zároveň přešla o váhu výše, ve které se?? velkých úspěchů nedosahovala. V roce 1996 jí při nominaci na olympijské hry v Atlantě překonala mladá Sara Álvarezová. Vzápětí ukončila sportovní kariéru. Věnovala se trenérské práci a později vstoupila do politiky.

### Rivalky
- Catherine Arnaudová
- Nicola Fairbrotherová
- Catherine Fleuryová

## Výsledky
| Turnaj             | 1988       | 1989       | 1990       | 1991       | 1992       | 1993           | 1994           | 1995           |
| Turnaj             | 25         | 26         | 27         | 28         | 29         | 30             | 31             | 32             |
| Turnaj             | lehká váha | lehká váha | lehká váha | lehká váha | lehká váha | polostřední v. | polostřední v. | polostřední v. |
| ------------------ | ---------- | ---------- | ---------- | ---------- | ---------- | -------------- | -------------- | -------------- |
| Olympijské hry     |            |            |            |            | 1.         |                |                |                |
| Mistrovství světa  |            | 3.         |            | 1.         |            | úč.            |                | úč.            |
| Mistrovství Evropy | 2.         | 3.         | 5.         | 1.         | 3.         | 5.             | 3.             | úč.            |

## Podrobnější výsledky

### Olympijské hry
| Rok      | Kategorie  |  | 1/32      | 1/16                           | čtvrtfinále                   | semifinále                          | finále                                |
| -------- | ---------- |  | --------- | ------------------------------ | ----------------------------- | ----------------------------------- | ------------------------------------- |
| LOH 2000 | lehká váha |  | volný los | výhra - 3:01/oug Čong Son-jong | výhra - (yus) Čijori Tatenová | výhra - 2:47/jg Driulis Gonzálezová | výhra - yuk/ksk Nicola Fairbrotherová |

### Mistrovství světa
| Rok     | Kategorie        |  | 1/64                      | 1/32                       | 1/16                       | čtvrtfinále                         | semifinále                     | opravy               | opravy | o bronz              | finále                               |
| ------- | ---------------- |  | ------------------------- | -------------------------- | -------------------------- | ----------------------------------- | ------------------------------ | -------------------- | ------ | -------------------- | ------------------------------------ |
| MS 1989 | lehká váha       |  | x                         | volný los                  | výhra Nicole Flagothierová | výhra Aysun Akkayová                | prohra Catherine Arnaudová     | —                    | —      | výhra Kate Donahoová | —                                    |
| MS 1991 | lehká váha       |  | x                         | výhra Angela Deaconová     | výhra Ceng Siao-fen        | výhra - 3:47/ukg Maria Gontowiczová | výhra - 0:10/uma Čong Son-jong | —                    | —      | —                    | výhra - waz/oug Nicole Flagothierová |
| MS 1993 | polostřední váha |  | x                         | prohra Catherine Fleuryová | —                          | —                                   | —                              | —                    | —      | —                    | —                                    |
| MS 1995 | polostřední váha |  | výhra Colleen McDonaldová | výhra Mávi Etumiová        | výhra Ieva Klimašauskienė  | prohra Jenny Galová                 | —                              | prohra Ja'el Aradová | —      | —                    | —                                    |

### Mistrovství Evropy
| Rok     | Kategorie        |  | 1/32                      | 1/16                       | čtvrtfinále                 | semifinále                   | opravy                   | opravy                     | o bronz                      | finále                     |
| ------- | ---------------- |  | ------------------------- | -------------------------- | --------------------------- | ---------------------------- | ------------------------ | -------------------------- | ---------------------------- | -------------------------- |
| ME 1988 | lehká váha       |  | nekompletní výsledky      | nekompletní výsledky       | nekompletní výsledky        | nekompletní výsledky         | —                        | —                          | —                            | prohra Catherine Arnaudová |
| ME 1989 | lehká váha       |  | x                         | prohra Maria Gontowiczová  | —                           | —                            | výhra Petra Profanterová | výhra Miroslava Jánošíková | výhra Jaana Utriainenová     | —                          |
| ME 1990 | lehká váha       |  | volný los                 | výhra Ruth Magenová        | výhra Miroslava Jánošíková  | prohra Gudrun Hauschová      | —                        | —                          | prohra Nicola Fairbrotherová | —                          |
| ME 1991 | lehká váha       |  | volný los                 | výhra Toni Stankovová      | výhra Nicola Fairbrotherová | výhra Laura Zimbarová        | —                        | —                          | —                            | výhra Gooitske Marsmanová  |
| ME 1992 | lehká váha       |  | volný los                 | výhra Ieva Klimašauskienė  | výhra Barbara Ecková        | prohra Nicola Fairbrotherová | —                        | —                          | výhra Katharine Bingerová    | —                          |
| ME 1993 | polostřední váha |  | výhra Barbara Muzzioliová | výhra Ljudmila Tarnogurská | výhra Andrea Cavalleriová   | prohra Ja'el Aradová         | —                        | —                          | prohra Catherine Fleuryová   | —                          |
| ME 1994 | polostřední váha |  | volný los                 | výhra Olena Stepočkinová   | výhra Ieva Klimašauskienė   | prohra Gella Vandecaveyeová  | —                        | —                          | výhra Susanne Profanterová   | —                          |
| ME 1995 | polostřední váha |  | výhra Andrea Cavalleriová | prohra Catherine Fleuryová | —                           | —                            | —                        | —                          | —                            | —                          |